# Soul Provider
Soul Provider es el nombre del sexto álbum de estudio del cantante y compositor estadounidense Michael Bolton. Fue lanzado al mercado por Columbia Records el 19 de junio de 1989, donde se desprenden cuatro sencillos: "How Can We Be Lovers?", el sencillo "How Am I Supposed To Without You", cover para la cantante Laura Branigan, "You Wouldon't Know Love", canción que también grabó Cher para su álbum Heart of Stone lanzado en la  misma fecha y "When I'm Back on My Feet Again".

## Lista de canciones
| Soul Provider |                                         |                                             |          |  |
| N.º           | Título                                  | Escritor(es)                                | Duración |  |
| 1.            | «Soul Provider»                         | Michael Bolton, Andrew Goldenmark           | 4:28     |  |
| 2.            | «Georgia On My Mind»                    | Hoagy Carmichael, Stuart Gorrell            | 4:58     |  |
| 3.            | «It's Only My Heart»                    | Michael Bolton, Diane Warren                | 4:33     |  |
| 4.            | «How Am I Supposed To Live Without You» | Michael Bolton, Doug James                  | 4:15     |  |
| 5.            | «How Can We Be Lovers?»                 | Michael Bolton, Diane Warren, Desmond Child | 3:55     |  |
| 6.            | «You Wouldon't Know Love»               | Michael Bolton, Diane Warren                | 3:54     |  |
| 7.            | «When I'm Back on My Feet Again»        | Diane Warren                                | 3:47     |  |
| 8.            | «From Now On» (con Suzie Benson)        | Michael Bolton, Eric Kaz                    | 4:07     |  |
| 9.            | «Love Cuts Deep»                        | Michael Bolton, Diane Warren, Desmond Child | 3:49     |  |
| 10.           | «Stand Up of Love»                      | Michael Bolton, Barry Mann, Cynthia Weil    | 4:44     |  |

- Datos: Q939113